# Martin Sne
Martin (Wolfsberg) Sne (født 28. oktober 1955, død 10. april 2019) var en dansk multikunstner: fotograf, musiker, komponist, digter og skuespiller . Søn af skuespillerinden Aase Sonja Wolfsberg og filmkritikeren Svend Mikael Sne. 

Filmografi

## Spillefilm
- 09.11.1973	Afskedens time af Per Holst
- 21.12.1979	Charly & Steffen af Henning Kristiansen
- 18.09.1998	Den blå munk af Christian Braad Thomsen

## Novellefilm
- 1996		Ølaben af Helle Ryslinge

## Tv
- 21.10.1973	I Adams verden af Palle Kjærulff-Schmidt.
- 11.09.1977	En ordentlig omgang af Palle Wolfsberg.
- 12.08.1979	Ugen ud, afsnit 1 af Jens Christian Schmidt.
- 13.08.1979	Ugen ud, afsnit 2 af Jens Christian Schmidt.
- 14.08.1979	Ugen ud, afsnit 3 af Jens Christian Schmidt.
- 15.08.1979	Ugen ud, afsnit 4 af Jens Christian Schmidt.
- 16.08.1979	Ugen ud, afsnit 5 af Jens Christian Schmidt.
- 17.08.1979	Ugen ud, afsnit 6 af Jens Christian Schmidt.
- 03.05.1980	En by i provinsen, afsnit 15 Lugten i bageriet af Bent Christensen.
- (1990-1991) Ugeavisen  afsnit 1 2 4 9 10 12 13 18 26 28 29 30 31 32 33 34 35 36 37 38 39 40 41 42 43 44 45 46 47 48 49 50 51 52
- 03.12.1997	Gufol mysteriet, afsnit 3 af Morten Lorentzen
- 08.12.1997	Gufol mysteriet, afsnit 8 af Morten Lorentzen
- 16.12.1997	Gufol mysteriet, afsnit 16 af Morten Lorentzen
- 23.12.1997	Gufol mysteriet, afsnit 2 af Morten Lorentzen